# Wings (hudební skupina)
Wings byla rocková superskupina založená ex-Beatlem Paulem McCartneym v dubnu roku 1971. Wings dosáhli ohromných úspěchů v 70. letech a začátkem 80. let, navzdory tomu, že se personální obsazení skupiny téměř neustále měnilo.
Pouze tři členové skupiny byli ve všech verzích Wings: McCartney, jeho žena Linda a Denny Laine, bývalý kytarista a zpěvák skupiny Moody Blues.

## Historie
Když se v roce 1970 rozpadla skupina Beatles, Paul McCartney pracoval na svém debutovém sólovém albu McCartney. Doprovodné vokály nazpívala jeho žena Linda, se kterou se oženil v předešlém roce. McCartney trval od počátku jejich manželství na tom, aby se Linda účastnila jeho hudebních projektů, protože nechtěl, aby byli odloučeni v době, kdy by byl na nějakém turné. Na druhém sólovém albu Ram McCartney přidal vybrané hudebníky, včetně bubeníka Denny Seiwella, který prošel tajným výběrem Paula a Lindy, než byl přijat.

### První sestava (1971–1973)
V srpnu 1971 se k Paulovi a Lindě připojili Denny Seiwell a kytarista Denny Laine, aby nahráli třetí Paulův post-Beatlovský projekt na značce Apple Records. Výsledkem bylo album Wild Life, kde bylo poprvé zmíněno jméno skupiny Wings.
Aby zachytili spontánnost živého vystoupení, bylo u pěti z osmi skladeb použito prvního záznamu ve studiu.
Říká se, že na jméno kapely přišel McCartney v nemocnici, když Linda rodila jejich druhé dítě Stellu McCartney. Paul McCartney vzpomíná ve filmu Wingspan, že to bylo "trochu dramatické", když se při porodu vyskytly komplikace a Linda i dítě málem zemřeli. Když se Paul vroucně modlil, vybavil se mu obrázek křídel (anglicky wings). Rozhodl se novou skupinu pojmenovat "Wings".
V roce 1972 McCartney do sestavy přibral bývalého kytaristu Spooky Tooth Henry McCullougha a Wings se vydali na turné po britských univerzitách (Wings University Tour) a později po Evropě (Wings Over Europe Tour), kdy cestovali v dodávce a neodehráli ani jednu skladbu od Beatles.
V únoru 1972 Wings vydali singl nazvaný "Give Ireland Back to the Irish" odpověď na události Krvavé neděle. Vysílání písničky bylo na BBC zakázáno pro její antiunionistický postoj a na BBC Radio 1 bylo pouze uváděno, na kterém místě žebříčku je „nahrávka od Wings“. I přes takováto omezení ve vysílání dosáhla písnička 16. pozice v žebříčku UK, 1. pozice v Irsku a 1. pozice ve Španělsku.
Odpovědí na zákaz vysílání byl singl s dětskou písničkou "Mary Had a Little Lamb" (Mary měla jehňátko). V listopadu 1972 následoval singl "Hi, Hi, Hi", který byl na BBC zakázán pro údajnou propagaci sexu a drog. Místo toho byla hrána B-strana "C Moon" Singl se dostal do Top 5.
Koncem roku 1972 McCartney pro album Red Rose Speedway překřtil skupinu na Paul McCartney and Wings. Album obsahovalo první hit umístěný na 1. pozici v americkém žebříčku, romantickou baladu "My Love".

## Obsazení
Během desetiletého období prošla skupina Wings mnohými personálními změnami a dvakrát byl redukována na pouhé jádr,o které tvořilo trio Paul-Linda-Denny. (Seznam od 1978 do 1981 neobsahuje členy Rockestra – skupiny hudebníků, které můžeme slyšet na albech Back to the Egg a Concerts for the People of Kampuchea.)

## Diskografie

### Alba
1. Wild Life (1971) UK #11, US #10
2. Red Rose Speedway (1973) UK #5, US #1
3. Band on the Run (1973) UK #1, US #1
4. Venus and Mars (1975) UK #1, US #1
5. Wings at the Speed of Sound (1976) UK #2, US #1
6. Wings over America (1976) UK #8, US #1
7. London Town (1978) UK #4, US #2
8. Wings Greatest (1978) UK #5, US #29
9. Back to the Egg (1979) UK #6, US #8
10. Concerts for the People of Kampuchea (1981)
  - With Other Artists
11. Band on the Run: 25th Anniversary Edition (1999)
12. Wingspan: Hits and History Compilation (2001) UK #5, US #2

### Singly
1. "Give Ireland Back to the Irish" (1972) UK #16, US #21
2. "Mary Had a Little Lamb"/"Little Woman Love" (1972) UK #9, US #28
3. "Hi Hi Hi"/"C Moon" (1972) UK #5, US #10
4. "My Love" (1973) UK #9, US #1
5. "Live and Let Die" (1973) UK #9, US #2
6. "Helen Wheels" (1973) UK #12, US #10
7. "Jet" (1974) UK #7, US #7
8. "Band on the Run" (1974) UK #3, US #1
9. "Junior's Farm" / "Sally G" (1974) UK #16, US #3
10. "Listen to What the Man Said" (1975) UK #6, US #1
11. "Letting Go" (1975) UK #41, US #31
12. "Venus and Mars/Rock Show" (1975) US #12
13. "Silly Love Songs" (1976) UK #2, US #1
14. "Let 'em In" (1976) UK #2, US #3
15. "Maybe I'm Amazed" (1977) UK #28, US #10
16. "Mull of Kintyre"/"Girls School" (1977) UK #1, US #33
17. "With a Little Luck" (1978) UK #5, US #1
18. "I've Had Enough" (1978) UK #42, US #25
19. "London Town" (1978) UK #60, US #39
20. "Goodnight Tonight" (1979) UK #5, US #5
21. "Old Siam, Sir"/"Arrow Through Me" (1979) UK #35, US #29
22. "Getting Closer" (1979) UK #60, US #20
23. "Coming Up" (Live at Glasgow) (1980) US #1